# أنديرة عثكولية
أنديرة عثكولية (الاسم العلمي:Andira paniculata) هي نوع من النباتات تتبع جنس الأنديرة من الفصيلة البقولية.